# Paradoxodes subdecora
Paradoxodes subdecora là một loài bướm đêm trong họ Geometridae.